# Liste der Schutzgebiete im Kanton Basel-Stadt
Diese Aufstellung listet alle offiziell ausgewiesenen Schutzgebiete in Natur- und Landschaftsschutz (wie z. B. Naturschutzgebiete, Landschaftsschutzgebiete, Nationalparks etc.) im Schweizer Kanton Basel-Stadt auf (Stand 11. November 2014). Die Aufstellung folgt der Common Database on Designated Areas der Europäischen Umweltagentur (EEA).
| Schlüssel- nummer | Art                       | Gebietstyp        | Gebietsname                | CDDA- Sitecode | IUCN- Kategorie | Fläche in ha | Koordinate                      | Jahr der Ausweisung | Bild |
| ----------------- | ------------------------- | ----------------- | -------------------------- | -------------- | --------------- | ------------ | ------------------------------- | ------------------- | ---- |
| CH05_120004       | Amphibienlaichgebiet      | Naturschutzgebiet | Eisweiher und Wiesenmatten | 347530         | IV              | 14,88683     | 47° 35′ 11,2″ N, 7° 38′ 32,7″ O | 2001                |      |
| CH05_120010       | Amphibienlaichgebiet      | Naturschutzgebiet | Autal                      | 347529         | IV              | 9,7432       | 47° 35′ 1,6″ N, 7° 40′ 6,8″ O   | 2001                |      |
| CH06_00222        | Trockenwiese/Trockenweide | Naturschutzgebiet | Wiesengriener              | 398846         | IV              | 0,93063      | 47° 35′ 20,2″ N, 7° 38′ 27,6″ O | 2010                |      |
| CH06_00224        | Trockenwiese/Trockenweide | Naturschutzgebiet | Elsässer Bahn              | 398847         | IV              | 1,40859      | 47° 33′ 18,6″ N, 7° 33′ 58,4″ O | 2010                |      |
| CH06_00225        | Trockenwiese/Trockenweide | Naturschutzgebiet | Schwarzpark                | 398848         | IV              | 0,52257      | 47° 32′ 55,5″ N, 7° 37′ 7,6″ O  | 2010                |      |
| CH06_00226        | Trockenwiese/Trockenweide | Naturschutzgebiet | Elsässer Bahn              | 398849         | IV              | 0,7716       | 47° 32′ 47,8″ N, 7° 34′ 18,7″ O | 2010                |      |
| CH06_00227        | Trockenwiese/Trockenweide | Naturschutzgebiet | Brügglingen                | 398850         | IV              | 0,36528      | 47° 32′ 15,6″ N, 7° 36′ 44,6″ O | 2010                |      |
| CH06_00228        | Trockenwiese/Trockenweide | Naturschutzgebiet | Zwölf Jucharte             | 398851         | IV              | 0,45741      | 47° 31′ 43,8″ N, 7° 36′ 14,3″ O | 2010                |      |
| CH06_00231        | Trockenwiese/Trockenweide | Naturschutzgebiet | Tal                        | 398852         | IV              | 0,56875      | 47° 34′ 5,8″ N, 7° 39′ 32,8″ O  | 2010                |      |